# Labdarúgás a nyári olimpiai játékokon
A labdarúgás majdnem az összes nyári olimpia programjában szerepelt. Ez alól az 1896-os és az 1932-es olimpia volt kivétel. Az 1900-as és az 1904-es olimpiai tornát több forrás nem hivatalos versenyszámnak tekinti, mivel ezeket még a FIFA megalakulása előtt írták ki. 1992-ig bezárólag csak férfiaknak rendezték meg a tornát, azonban Atlanta óta a női torna is a program része.
A női tornának köszönhetően 2008. augusztus 21-én az Amerikai Egyesült Államok letaszította a képzeletbeli trónról Magyarországot, mivel a női torna rövid történelme során harmadszor is sikerült elhódítaniuk a trófeát. Ennek köszönhetően átvették a vezetést az összesített éremtáblázaton is.
Habár a mai magyar labdarúgás nem tartozik a világelitbe, köszönhetően az '50-es és '60-as éveknek, Magyarország a második legsikeresebb az olimpiai labdarúgás történetében. 1952 és 1972 között 3 arany-, 1 ezüst- illetve 1 bronzérmet szereztek.

## Versenyszámok
A zöld kör () azt jelenti, hogy az adott évben megrendezték illetve meg fogják rendezni a versenyszámot.
| Versenyszám         | Az olimpia évének utolsó két számjegye | Az olimpia évének utolsó két számjegye | Az olimpia évének utolsó két számjegye | Az olimpia évének utolsó két számjegye | Az olimpia évének utolsó két számjegye | Az olimpia évének utolsó két számjegye | Az olimpia évének utolsó két számjegye | Az olimpia évének utolsó két számjegye | Az olimpia évének utolsó két számjegye | Az olimpia évének utolsó két számjegye | Az olimpia évének utolsó két számjegye | Az olimpia évének utolsó két számjegye | Az olimpia évének utolsó két számjegye | Az olimpia évének utolsó két számjegye | Az olimpia évének utolsó két számjegye | Az olimpia évének utolsó két számjegye | Az olimpia évének utolsó két számjegye | Az olimpia évének utolsó két számjegye | Az olimpia évének utolsó két számjegye | Az olimpia évének utolsó két számjegye | Az olimpia évének utolsó két számjegye | Az olimpia évének utolsó két számjegye | Az olimpia évének utolsó két számjegye | Az olimpia évének utolsó két számjegye | Az olimpia évének utolsó két számjegye | Az olimpia évének utolsó két számjegye | Az olimpia évének utolsó két számjegye | Az olimpia évének utolsó két számjegye | Az olimpia évének utolsó két számjegye | Verseny- számok száma |
| Versenyszám         | 96                                     | 00                                     | 04                                     | 08                                     | 12                                     | 20                                     | 24                                     | 28                                     | 32                                     | 36                                     | 48                                     | 52                                     | 56                                     | 60                                     | 64                                     | 68                                     | 72                                     | 76                                     | 80                                     | 84                                     | 88                                     | 92                                     | 96                                     | 00                                     | 04                                     | 08                                     | 12                                     | 16                                     | 20                                     | Verseny- számok száma |
| ------------------- | -------------------------------------- | -------------------------------------- | -------------------------------------- | -------------------------------------- | -------------------------------------- | -------------------------------------- | -------------------------------------- | -------------------------------------- | -------------------------------------- | -------------------------------------- | -------------------------------------- | -------------------------------------- | -------------------------------------- | -------------------------------------- | -------------------------------------- | -------------------------------------- | -------------------------------------- | -------------------------------------- | -------------------------------------- | -------------------------------------- | -------------------------------------- | -------------------------------------- | -------------------------------------- | -------------------------------------- | -------------------------------------- | -------------------------------------- | -------------------------------------- | -------------------------------------- | -------------------------------------- | --------------------- |
| férfi               |                                        |                                        |                                        |                                        |                                        |                                        |                                        |                                        |                                        |                                        |                                        |                                        |                                        |                                        |                                        |                                        |                                        |                                        |                                        |                                        |                                        |                                        |                                        |                                        |                                        |                                        |                                        |                                        |                                        | 27                    |
| női                 |                                        |                                        |                                        |                                        |                                        |                                        |                                        |                                        |                                        |                                        |                                        |                                        |                                        |                                        |                                        |                                        |                                        |                                        |                                        |                                        |                                        |                                        |                                        |                                        |                                        |                                        |                                        |                                        |                                        | 7                     |
| Versenyszámok száma | 0                                      | 1                                      | 1                                      | 1                                      | 1                                      | 1                                      | 1                                      | 1                                      | 0                                      | 1                                      | 1                                      | 1                                      | 1                                      | 1                                      | 1                                      | 1                                      | 1                                      | 1                                      | 1                                      | 1                                      | 1                                      | 1                                      | 2                                      | 2                                      | 2                                      | 2                                      | 2                                      | 2                                      | 2                                      | 34                    |

## Részvétel korlátozása
A férfiaknál mindig létezett valamilyen korlátozás az olimpiai válogatottakba bekerülő játékosokat illetően.
Sokáig más sportágakhoz hasonlóan az szabott korlátot, hogy csak amatőrök vehettek részt. Ennek következtében csak azok az országok állhattak ki lehető legjobb csapatukkal, ahol kizárólag amatőr csapatok vettek részt a bajnokságban. A többi országnak alacsonyabb osztályú csapatokból kellett válogatnia (a FIFA főképp emiatt hozta létre a világbajnokságot, ahol nincsenek ilyen megkötések. Később viszont éppen a világbajnokság rangjának megőrzése érdekében a FIFA támogatta az olimpiai részvétel korlátozását). Idővel további korlátozásokat is bevezettek, így az előző világbajnokságon pályára lépett játékosok sem szerepelhettek olimpiákon (ennek a szabálynak a bevezetéséről egyelőre nem állnak rendelkezésre pontos részletek, de az 1960-as évektől biztosan alkalmazták).
A második világháború után ez a rendszer előnyt biztosított a szocialista országoknak azáltal, hogy az élvonalbeli labdarúgóknak „látszatállásuk” volt, így hivatalosan amatőröknek számítottak. 1952-től 1980-ig csak szocialista országok csapatai nyerték a tornát.
Az 1984-es játékokra feloldották a profi labdarúgók kitiltását, de az európai és dél-amerikai válogatottak továbbra sem nevezhettek olyan játékosokat, akik már pályára léptek világbajnokságon (az 1988-as játékokra annyit enyhítettek, hogy engedték az olimpiára nevezni azokat, akik előtte csak egyetlen világbajnoki mérkőzésen léptek pályára és nem játszottak 90 percig).
1992-re ismét módosítottak a szabályokon, a részvételt korhatárhoz kötötték: legfeljebb 23 éves játékosokat lehet nevezni, 1996-tól csapatonként legfeljebb három túlkorossal. Ezáltal az olimpia kiegészíti a FIFA utánpótlástornáinak rendszerét (U20-as és U17-es világbajnokság).
Azóta több javaslat is felvetődött a módosításra: a korhatár leszállítása 21 évre, a túlkorosok szereplésének eltörlése, az 1984-1988-as szabályozás visszaállítása, de egyik sem jutott el odáig, hogy megtárgyalják.
A női válogatottakra ilyen korlátozások nem vonatkoznak.

## Összesített éremtáblázat
Az összesített éremtáblázatot az  Egyesült Államok vezeti,  Magyarország és  Nagy-Britannia előtt.

### Érdekességek az összesített éremtáblázat alapján
- Eddig 34 nemzetnek sikerült érmet szereznie, ebből aranyat 22-nek, azaz több, mint a felének. Dupláznia háromnak ( Argentína,  Szovjetunió és  Uruguay), és tripláznia kettőnek sikerült (Magyarország és Nagy-Britannia), az Amerikai Egyesült Államok női válogatottja négyszer is tudott győzni.
- 10 olyan nemzet van, mely összesen 1 érmet szerzett, és ebből 2 olyan, akinek a legfényesebb sikerült ( Kamerun és  Mexikó).
- Az éremtáblázat tartalmazza a női labdarúgás eredményeit is!

A táblázatban Magyarország eltérő háttérszínnel kiemelve.

| Helyezés | Nemzet                 | Arany | Ezüst | Bronz | Összesen |
| -------- | ---------------------- | ----- | ----- | ----- | -------- |
| 1.       | Egyesült Államok (USA) | 4     | 2     | 1     | 7        |
| 2.       | Magyarország (HUN)     | 3     | 1     | 1     | 5        |
| 3.       | Nagy-Britannia (GBR)   | 3     | 0     | 0     | 3        |
| 4.       | Brazília (BRA)         | 2     | 5     | 2     | 9        |
| 5.       | Argentína (ARG)        | 2     | 2     | 0     | 4        |
| 6.       | Szovjetunió (URS)      | 2     | 0     | 3     | 5        |
| 7.       | Uruguay (URU)          | 2     | 0     | 0     | 2        |
| 8.       | Jugoszlávia (YUG)      | 1     | 3     | 1     | 5        |
| 9.       | Lengyelország (POL)    | 1     | 2     | 0     | 3        |
| 9.       | Spanyolország (ESP)    | 1     | 2     | 0     | 3        |
| 11.      | Németország (GER)      | 1     | 1     | 4     | 6        |
| 12.      | Svédország (SWE)       | 1     | 1     | 2     | 4        |
| 13.      | NDK (GDR)              | 1     | 1     | 1     | 3        |
| 13.      | Nigéria (NGR)          | 1     | 1     | 1     | 3        |
| 15.      | Csehszlovákia (TCH)    | 1     | 1     | 0     | 2        |
| 15.      | Franciaország (FRA)    | 1     | 1     | 0     | 2        |
| 17.      | Kanada (CAN)           | 1     | 0     | 2     | 3        |
| 17.      | Norvégia (NOR)         | 1     | 0     | 2     | 3        |
| 17.      | Olaszország (ITA)      | 1     | 0     | 2     | 3        |
| 20.      | Belgium (BEL)          | 1     | 0     | 1     | 2        |
| 21.      | Kamerun (CMR)          | 1     | 0     | 0     | 1        |
| 21.      | Mexikó (MEX)           | 1     | 0     | 0     | 1        |
| 23.      | Dánia (DEN)            | 0     | 3     | 1     | 4        |
| 24.      | Bulgária (BUL)         | 0     | 1     | 1     | 2        |
| 24.      | Japán (JPN)            | 0     | 1     | 1     | 2        |
| 26.      | Ausztria (AUT)         | 0     | 1     | 0     | 1        |
| 26.      | Kína (CHN)             | 0     | 1     | 0     | 1        |
| 26.      | Paraguay (PAR)         | 0     | 1     | 0     | 1        |
| 26.      | Svájc (SUI)            | 0     | 1     | 0     | 1        |
| 30.      | Hollandia (NED)        | 0     | 0     | 3     | 3        |
| 31.      | Chile (CHI)            | 0     | 0     | 1     | 1        |
| 31.      | Dél-Korea (KOR)        | 0     | 0     | 1     | 1        |
| 31.      | Ghána (GHA)            | 0     | 0     | 1     | 1        |
| 31.      | NSZK (FRG)             | 0     | 0     | 1     | 1        |
| Összesen | Összesen               | 32    | 32    | 33    | 97       |

## Férfi

### Részt vevő nemzetek (férfi)
Az alábbi táblázatban megtalálható az összes olyan nemzet, mely valaha is indított csapatot az olimpián férfi labdarúgás versenyszámban. A tábla fő részében található számok az adott olimpián elért helyezést jelzik. A rangsorolás általában a 4. helyezettig hivatalos, a további helyezések nem hivatalosak, mivel azokért a pozíciókért helyosztókat nem játszottak. Kivétel ez alól az 1912-es és 1964-es olimpia, ahol úgynevezett vigaszági tornát rendeztek a négy közé nem jutó csapatoknak, és itt eldöntötték a még pontot érő 5. és 6. hely sorsát is. Az 1920-as és az 1928-as játékokon szintén rendeztek vigaszági tornát, de ott olyan csapatoknak, akik nem jutottak a nyolc közé, így ott a 9. és 10. helyet döntötték el (1920-ban Csehszlovákia kizárása miatt a vigaszági döntő részvevői előléptek 8. és 9. helyezetté). Az utolsó oszlopban szerepel, hogy egy adott nemzet hány olimpián vett részt ebben a versenyszámban. Az utolsó sor az adott olimpián induló nemzetek számát adja. A táblázatban nincs összevonás, azaz például  Jugoszlávia és  Szerbia eredményei külön-külön sorban vannak feltüntetve.

| Nemzet                        | Az olimpia évének utolsó két számjegye | Az olimpia évének utolsó két számjegye | Az olimpia évének utolsó két számjegye | Az olimpia évének utolsó két számjegye | Az olimpia évének utolsó két számjegye | Az olimpia évének utolsó két számjegye | Az olimpia évének utolsó két számjegye | Az olimpia évének utolsó két számjegye | Az olimpia évének utolsó két számjegye | Az olimpia évének utolsó két számjegye | Az olimpia évének utolsó két számjegye | Az olimpia évének utolsó két számjegye | Az olimpia évének utolsó két számjegye | Az olimpia évének utolsó két számjegye | Az olimpia évének utolsó két számjegye | Az olimpia évének utolsó két számjegye | Az olimpia évének utolsó két számjegye | Az olimpia évének utolsó két számjegye | Az olimpia évének utolsó két számjegye | Az olimpia évének utolsó két számjegye | Az olimpia évének utolsó két számjegye | Az olimpia évének utolsó két számjegye | Az olimpia évének utolsó két számjegye | Az olimpia évének utolsó két számjegye | Az olimpia évének utolsó két számjegye | Az olimpia évének utolsó két számjegye | Részvé- telek száma |
| Nemzet                        | 00                                     | 04                                     | 08                                     | 12                                     | 20                                     | 24                                     | 28                                     | 36                                     | 48                                     | 52                                     | 56                                     | 60                                     | 64                                     | 68                                     | 72                                     | 76                                     | 80                                     | 84                                     | 88                                     | 92                                     | 96                                     | 00                                     | 04                                     | 08                                     | 12                                     | 16                                     | Részvé- telek száma |
| ----------------------------- | -------------------------------------- | -------------------------------------- | -------------------------------------- | -------------------------------------- | -------------------------------------- | -------------------------------------- | -------------------------------------- | -------------------------------------- | -------------------------------------- | -------------------------------------- | -------------------------------------- | -------------------------------------- | -------------------------------------- | -------------------------------------- | -------------------------------------- | -------------------------------------- | -------------------------------------- | -------------------------------------- | -------------------------------------- | -------------------------------------- | -------------------------------------- | -------------------------------------- | -------------------------------------- | -------------------------------------- | -------------------------------------- | -------------------------------------- | ------------------- |
| Afganisztán (AFG)             |                                        |                                        |                                        |                                        |                                        |                                        |                                        |                                        | 18.                                    |                                        |                                        |                                        |                                        |                                        |                                        |                                        |                                        |                                        |                                        |                                        |                                        |                                        |                                        |                                        |                                        |                                        | 1                   |
| Algéria (ALG)                 |                                        |                                        |                                        |                                        |                                        |                                        |                                        |                                        |                                        |                                        |                                        |                                        |                                        |                                        |                                        |                                        | 8.                                     |                                        |                                        |                                        |                                        |                                        |                                        |                                        |                                        | 14.                                    | 2                   |
| Argentína (ARG)               |                                        |                                        |                                        |                                        |                                        |                                        | Ezüstérem                              |                                        |                                        |                                        |                                        | 7.                                     | 10.                                    |                                        |                                        |                                        |                                        |                                        | 8.                                     |                                        | Ezüstérem                              |                                        | Aranyérem                              | Aranyérem                              |                                        | 11.                                    | 8                   |
| Ausztrália (AUS)              |                                        |                                        |                                        |                                        |                                        |                                        |                                        |                                        |                                        |                                        | 6.                                     |                                        |                                        |                                        |                                        |                                        |                                        |                                        | 7.                                     | 4.                                     | 13.                                    | 15.                                    | 7.                                     | 11.                                    |                                        |                                        | 7                   |
| Ausztria (AUT)                |                                        |                                        |                                        | 6.                                     |                                        |                                        |                                        | Ezüstérem                              | 14.                                    | 7.                                     |                                        |                                        |                                        |                                        |                                        |                                        |                                        |                                        |                                        |                                        |                                        |                                        |                                        |                                        |                                        |                                        | 4                   |
| Belgium (BEL)                 | Bronzérem                              |                                        |                                        |                                        | Aranyérem                              | 12.                                    | 8.                                     |                                        |                                        |                                        |                                        |                                        |                                        |                                        |                                        |                                        |                                        |                                        |                                        |                                        |                                        |                                        |                                        |                                        | 4.                                     |                                        | 5                   |
| Brazília (BRA)                |                                        |                                        |                                        |                                        |                                        |                                        |                                        |                                        |                                        | 5.                                     |                                        | 6.                                     | 9.                                     | 10.                                    | 13.                                    | 4.                                     |                                        | Ezüstérem                              | Ezüstérem                              |                                        | Bronzérem                              | 7.                                     |                                        | Bronzérem                              | Ezüstérem                              | Aranyérem                              | 13                  |
| Bulgária (BUL)                |                                        |                                        |                                        |                                        |                                        | 13.                                    |                                        |                                        |                                        | 19.                                    | Bronzérem                              | 5.                                     |                                        | Ezüstérem                              |                                        |                                        |                                        |                                        |                                        |                                        |                                        |                                        |                                        |                                        |                                        |                                        | 5                   |
| Chile (CHI)                   |                                        |                                        |                                        |                                        |                                        |                                        | 10.                                    |                                        |                                        | 17.                                    |                                        |                                        |                                        |                                        |                                        |                                        |                                        | 7.                                     |                                        |                                        |                                        | Bronzérem                              |                                        |                                        |                                        |                                        | 4                   |
| Costa Rica (CRC)              |                                        |                                        |                                        |                                        |                                        |                                        |                                        |                                        |                                        |                                        |                                        |                                        |                                        |                                        |                                        |                                        | 16.                                    | 13.                                    |                                        |                                        |                                        |                                        | 8.                                     |                                        |                                        |                                        | 3                   |
| Csehország (CZE)              |                                        |                                        |                                        |                                        |                                        |                                        |                                        |                                        |                                        |                                        |                                        |                                        |                                        |                                        |                                        |                                        |                                        |                                        |                                        |                                        |                                        | 14.                                    |                                        |                                        |                                        |                                        | 1                   |
| Csehszlovákia (TCH)           |                                        |                                        |                                        |                                        | [ 4 ]                                  | 9.                                     |                                        |                                        |                                        |                                        |                                        |                                        | Ezüstérem                              | 9.                                     |                                        |                                        | Aranyérem                              |                                        |                                        |                                        |                                        |                                        |                                        |                                        |                                        |                                        | 5                   |
| Dánia (DEN)                   |                                        |                                        | Ezüstérem                              | Ezüstérem                              | 11.                                    |                                        |                                        |                                        | Bronzérem                              | 6.                                     |                                        | Ezüstérem                              |                                        |                                        | 6.                                     |                                        |                                        |                                        |                                        | 13.                                    |                                        |                                        |                                        |                                        |                                        | 8.                                     | 9                   |
| Dél-afrikai Unió (RSA)        |                                        |                                        |                                        |                                        |                                        |                                        |                                        |                                        |                                        |                                        |                                        |                                        |                                        |                                        |                                        |                                        |                                        |                                        |                                        |                                        |                                        | 11.                                    |                                        |                                        |                                        | 13.                                    | 2                   |
| Dél-Korea (KOR)               |                                        |                                        |                                        |                                        |                                        |                                        |                                        |                                        | 8.                                     |                                        |                                        |                                        | 14.                                    |                                        |                                        |                                        |                                        |                                        | 11.                                    | 11.                                    | 11.                                    | 9.                                     | 6.                                     | 10.                                    | Bronzérem                              | 5.                                     | 10                  |
| Egyesült Arab Emírségek (UAE) |                                        |                                        |                                        |                                        |                                        |                                        |                                        |                                        |                                        |                                        |                                        |                                        |                                        |                                        |                                        |                                        |                                        |                                        |                                        |                                        |                                        |                                        |                                        |                                        | 15.                                    |                                        | 1                   |
| Egyesült Államok (USA)        |                                        | Ezüstérem · Bronzérem                  |                                        |                                        |                                        | 11.                                    | 14.                                    | 12.                                    | 16.                                    | 25.                                    | 8.                                     |                                        |                                        |                                        | 14.                                    |                                        |                                        | 9.                                     | 12.                                    | 9.                                     | 10.                                    | 4.                                     |                                        | 9.                                     |                                        |                                        | 14                  |
| Egyiptom (EGY)                |                                        |                                        |                                        |                                        | 8.                                     | 8.                                     | 4.                                     | 11.                                    | 13.                                    | 12.                                    |                                        | 13.                                    | 4.                                     |                                        |                                        |                                        |                                        | 8.                                     |                                        | 12.                                    |                                        |                                        |                                        |                                        | 8.                                     |                                        | 11                  |
| Elefántcsontpart (CIV)        |                                        |                                        |                                        |                                        |                                        |                                        |                                        |                                        |                                        |                                        |                                        |                                        |                                        |                                        |                                        |                                        |                                        |                                        |                                        |                                        |                                        |                                        |                                        | 6.                                     |                                        |                                        | 1                   |
| Észak-Korea (PRK)             |                                        |                                        |                                        |                                        |                                        |                                        |                                        |                                        |                                        |                                        |                                        |                                        |                                        |                                        |                                        | 8.                                     |                                        |                                        |                                        |                                        |                                        |                                        |                                        |                                        |                                        |                                        | 1                   |
| Észtország (EST)              |                                        |                                        |                                        |                                        |                                        | 18.                                    |                                        |                                        |                                        |                                        |                                        |                                        |                                        |                                        |                                        |                                        |                                        |                                        |                                        |                                        |                                        |                                        |                                        |                                        |                                        |                                        | 1                   |
| Fehéroroszország (BLR)        |                                        |                                        |                                        |                                        |                                        |                                        |                                        |                                        |                                        |                                        |                                        |                                        |                                        |                                        |                                        |                                        |                                        |                                        |                                        |                                        |                                        |                                        |                                        |                                        | 10.                                    |                                        | 1                   |
| Fidzsi-szigetek (FIJ)         |                                        |                                        |                                        |                                        |                                        |                                        |                                        |                                        |                                        |                                        |                                        |                                        |                                        |                                        |                                        |                                        |                                        |                                        |                                        |                                        |                                        |                                        |                                        |                                        |                                        | 16.                                    | 1                   |
| Finnország (FIN)              |                                        |                                        |                                        | 4.                                     |                                        |                                        |                                        | 10.                                    |                                        | 14.                                    |                                        |                                        |                                        |                                        |                                        |                                        | 9.                                     |                                        |                                        |                                        |                                        |                                        |                                        |                                        |                                        |                                        | 4                   |
| Franciaország (FRA)           | Ezüstérem                              |                                        | 5. 6.                                  |                                        | 4.                                     | 6.                                     | 11.                                    |                                        | 7.                                     | 19.                                    |                                        | 9.                                     |                                        | 8.                                     |                                        | 5.                                     |                                        | Aranyérem                              |                                        |                                        | 5.                                     |                                        |                                        |                                        |                                        |                                        | 12                  |
| Gabon (GAB)                   |                                        |                                        |                                        |                                        |                                        |                                        |                                        |                                        |                                        |                                        |                                        |                                        |                                        |                                        |                                        |                                        |                                        |                                        |                                        |                                        |                                        |                                        |                                        |                                        | 12.                                    |                                        | 1                   |
| Ghána (GHA)                   |                                        |                                        |                                        |                                        |                                        |                                        |                                        |                                        |                                        |                                        |                                        |                                        | 7.                                     | 12.                                    | 16.                                    |                                        |                                        |                                        |                                        | Bronzérem                              | 8.                                     |                                        | 9.                                     |                                        |                                        |                                        | 6                   |
| Görögország (GRE)             |                                        |                                        |                                        |                                        | 13.                                    |                                        |                                        |                                        |                                        | 19.                                    |                                        |                                        |                                        |                                        |                                        |                                        |                                        |                                        |                                        |                                        |                                        |                                        | 15.                                    |                                        |                                        |                                        | 3                   |
| Guatemala (GUA)               |                                        |                                        |                                        |                                        |                                        |                                        |                                        |                                        |                                        |                                        |                                        |                                        |                                        | 7.                                     |                                        | 10.                                    |                                        |                                        | 16.                                    |                                        |                                        |                                        |                                        |                                        |                                        |                                        | 3                   |
| Guinea (GUI)                  |                                        |                                        |                                        |                                        |                                        |                                        |                                        |                                        |                                        |                                        |                                        |                                        |                                        | 13.                                    |                                        |                                        |                                        |                                        |                                        |                                        |                                        |                                        |                                        |                                        |                                        |                                        | 1                   |
| Holland Antillák (AHO)        |                                        |                                        |                                        |                                        |                                        |                                        |                                        |                                        |                                        | 15.                                    |                                        |                                        |                                        |                                        |                                        |                                        |                                        |                                        |                                        |                                        |                                        |                                        |                                        |                                        |                                        |                                        | 1                   |
| Hollandia (NED)               |                                        |                                        | Bronzérem                              | Bronzérem                              | Bronzérem                              | 4.                                     | 9.                                     |                                        | 9.                                     | 23.                                    |                                        |                                        |                                        |                                        |                                        |                                        |                                        |                                        |                                        |                                        |                                        |                                        |                                        | 7.                                     |                                        |                                        | 8                   |
| Honduras (HON)                |                                        |                                        |                                        |                                        |                                        |                                        |                                        |                                        |                                        |                                        |                                        |                                        |                                        |                                        |                                        |                                        |                                        |                                        |                                        |                                        |                                        | 10.                                    |                                        | 16.                                    | 7.                                     | 4.                                     | 4                   |
| India (IND)                   |                                        |                                        |                                        |                                        |                                        |                                        |                                        |                                        | 12.                                    | 24.                                    | 4.                                     | 12.                                    |                                        |                                        |                                        |                                        |                                        |                                        |                                        |                                        |                                        |                                        |                                        |                                        |                                        |                                        | 4                   |
| Indonézia (INA)               |                                        |                                        |                                        |                                        |                                        |                                        |                                        |                                        |                                        |                                        | 7.                                     |                                        |                                        |                                        |                                        |                                        |                                        |                                        |                                        |                                        |                                        |                                        |                                        |                                        |                                        |                                        | 1                   |
| Irak (IRQ)                    |                                        |                                        |                                        |                                        |                                        |                                        |                                        |                                        |                                        |                                        |                                        |                                        |                                        |                                        |                                        |                                        | 6.                                     | 14.                                    | 9.                                     |                                        |                                        |                                        | 4.                                     |                                        |                                        | 12.                                    | 5                   |
| Irán (IRI)                    |                                        |                                        |                                        |                                        |                                        |                                        |                                        |                                        |                                        |                                        |                                        |                                        | 12.                                    |                                        | 12.                                    | 7.                                     |                                        |                                        |                                        |                                        |                                        |                                        |                                        |                                        |                                        |                                        | 3                   |
| Írország (IRL)                |                                        |                                        |                                        |                                        |                                        | 7.                                     |                                        |                                        | 17.                                    |                                        |                                        |                                        |                                        |                                        |                                        |                                        |                                        |                                        |                                        |                                        |                                        |                                        |                                        |                                        |                                        |                                        | 2                   |
| Izrael (ISR)                  |                                        |                                        |                                        |                                        |                                        |                                        |                                        |                                        |                                        |                                        |                                        |                                        |                                        | 6.                                     |                                        | 6.                                     |                                        |                                        |                                        |                                        |                                        |                                        |                                        |                                        |                                        |                                        | 2                   |
| Japán (JPN)                   |                                        |                                        |                                        |                                        |                                        |                                        |                                        | 8.                                     |                                        |                                        | 10.                                    |                                        | 8.                                     | Bronzérem                              |                                        |                                        |                                        |                                        |                                        |                                        | 9.                                     | 6.                                     | 13.                                    | 15.                                    | 4.                                     | 10.                                    | 10                  |
| Jugoszlávia (YUG)             |                                        |                                        |                                        |                                        | 9.                                     | 21.                                    | 13.                                    |                                        | Ezüstérem                              | Ezüstérem                              | Ezüstérem                              | Aranyérem                              | 6.                                     |                                        |                                        |                                        | 4.                                     | Bronzérem                              | 10.                                    |                                        |                                        |                                        |                                        |                                        |                                        |                                        | 11                  |
| Kamerun (CMR)                 |                                        |                                        |                                        |                                        |                                        |                                        |                                        |                                        |                                        |                                        |                                        |                                        |                                        |                                        |                                        |                                        |                                        | 11.                                    |                                        |                                        |                                        | Aranyérem                              |                                        | 8.                                     |                                        |                                        | 3                   |
| Kanada (CAN)                  |                                        | Aranyérem                              |                                        |                                        |                                        |                                        |                                        |                                        |                                        |                                        |                                        |                                        |                                        |                                        |                                        | 13.                                    |                                        | 6.                                     |                                        |                                        |                                        |                                        |                                        |                                        |                                        |                                        | 3                   |
| Katar (QAT)                   |                                        |                                        |                                        |                                        |                                        |                                        |                                        |                                        |                                        |                                        |                                        |                                        |                                        |                                        |                                        |                                        |                                        | 15.                                    |                                        | 6.                                     |                                        |                                        |                                        |                                        |                                        |                                        | 2                   |
| Kína (CHN)                    |                                        |                                        |                                        |                                        |                                        |                                        |                                        | 13.                                    | 15.                                    |                                        |                                        |                                        |                                        |                                        |                                        |                                        |                                        |                                        | 14.                                    |                                        |                                        |                                        |                                        | 13.                                    |                                        |                                        | 4                   |
| Kolumbia (COL)                |                                        |                                        |                                        |                                        |                                        |                                        |                                        |                                        |                                        |                                        |                                        |                                        |                                        | 10.                                    | 11.                                    |                                        | 11.                                    |                                        |                                        | 14.                                    |                                        |                                        |                                        |                                        |                                        | 7.                                     | 5                   |
| Kuba (CUB)                    |                                        |                                        |                                        |                                        |                                        |                                        |                                        |                                        |                                        |                                        |                                        |                                        |                                        |                                        |                                        | 11.                                    | 7.                                     |                                        |                                        |                                        |                                        |                                        |                                        |                                        |                                        |                                        | 2                   |
| Kuvait (KUW)                  |                                        |                                        |                                        |                                        |                                        |                                        |                                        |                                        |                                        |                                        |                                        |                                        |                                        |                                        |                                        |                                        | 5.                                     |                                        |                                        | 16.                                    |                                        | 12.                                    |                                        |                                        |                                        |                                        | 3                   |
| Lengyelország (POL)           |                                        |                                        |                                        |                                        |                                        | 20.                                    |                                        | 4.                                     |                                        | 13.                                    |                                        | 10.                                    |                                        |                                        | Aranyérem                              | Ezüstérem                              |                                        |                                        |                                        | Ezüstérem                              |                                        |                                        |                                        |                                        |                                        |                                        | 7                   |
| Lettország (LAT)              |                                        |                                        |                                        |                                        |                                        | 16.                                    |                                        |                                        |                                        |                                        |                                        |                                        |                                        |                                        |                                        |                                        |                                        |                                        |                                        |                                        |                                        |                                        |                                        |                                        |                                        |                                        | 1                   |
| Litvánia (LTU)                |                                        |                                        |                                        |                                        |                                        | 22.                                    |                                        |                                        |                                        |                                        |                                        |                                        |                                        |                                        |                                        |                                        |                                        |                                        |                                        |                                        |                                        |                                        |                                        |                                        |                                        |                                        | 1                   |
| Luxemburg (LUX)               |                                        |                                        |                                        |                                        | 12.                                    | 14.                                    | 12.                                    | 16.                                    | 10.                                    | 11.                                    |                                        |                                        |                                        |                                        |                                        |                                        |                                        |                                        |                                        |                                        |                                        |                                        |                                        |                                        |                                        |                                        | 6                   |
| Magyarország (HUN)            |                                        |                                        |                                        | 5.                                     |                                        | 10.                                    |                                        | 14.                                    |                                        | Aranyérem                              |                                        | Bronzérem                              | Aranyérem                              | Aranyérem                              | Ezüstérem                              |                                        |                                        |                                        |                                        |                                        | 16.                                    |                                        |                                        |                                        |                                        |                                        | 9                   |
| Malajzia (MAS)                |                                        |                                        |                                        |                                        |                                        |                                        |                                        |                                        |                                        |                                        |                                        |                                        |                                        |                                        | 10.                                    |                                        |                                        |                                        |                                        |                                        |                                        |                                        |                                        |                                        |                                        |                                        | 1                   |
| Mali (MLI)                    |                                        |                                        |                                        |                                        |                                        |                                        |                                        |                                        |                                        |                                        |                                        |                                        |                                        |                                        |                                        |                                        |                                        |                                        |                                        |                                        |                                        |                                        | 5.                                     |                                        |                                        |                                        | 1                   |
| Marokkó (MAR)                 |                                        |                                        |                                        |                                        |                                        |                                        |                                        |                                        |                                        |                                        |                                        |                                        | 13.                                    |                                        | 8.                                     |                                        |                                        | 12.                                    |                                        | 15.                                    |                                        | 16.                                    | 10.                                    |                                        | 11.                                    |                                        | 7                   |
| Mexikó (MEX)                  |                                        |                                        |                                        |                                        |                                        |                                        | 17.                                    |                                        | 11.                                    |                                        |                                        |                                        | 11.                                    | 4.                                     | 7.                                     | 9.                                     |                                        |                                        |                                        | 10.                                    | 7.                                     |                                        | 10.                                    |                                        | Aranyérem                              | 9.                                     | 11                  |
| Mianmar (MYA)                 |                                        |                                        |                                        |                                        |                                        |                                        |                                        |                                        |                                        |                                        |                                        |                                        |                                        |                                        | 9.                                     |                                        |                                        |                                        |                                        |                                        |                                        |                                        |                                        |                                        |                                        |                                        | 1                   |
| Nagy-Britannia (GBR)          | Aranyérem                              |                                        | Aranyérem                              | Aranyérem                              | 10.                                    |                                        |                                        | 7.                                     | 4.                                     | 18.                                    | 5.                                     | 8.                                     |                                        |                                        |                                        |                                        |                                        |                                        |                                        |                                        |                                        |                                        |                                        |                                        | 5.                                     |                                        | 10                  |
| Németország (GER)             |                                        |                                        |                                        | 7.                                     |                                        |                                        | 7.                                     | 6.                                     |                                        |                                        | 9.                                     |                                        | Bronzérem                              |                                        |                                        |                                        |                                        |                                        |                                        |                                        |                                        |                                        |                                        |                                        |                                        | Ezüstérem                              | 6                   |
| NDK (GDR)                     |                                        |                                        |                                        |                                        |                                        |                                        |                                        |                                        |                                        |                                        |                                        |                                        |                                        |                                        | Bronzérem                              | Aranyérem                              | Ezüstérem                              |                                        |                                        |                                        |                                        |                                        |                                        |                                        |                                        |                                        | 3                   |
| NSZK (FRG)                    |                                        |                                        |                                        |                                        |                                        |                                        |                                        |                                        |                                        | 4.                                     |                                        |                                        |                                        |                                        | 5.                                     |                                        |                                        | 5.                                     | Bronzérem                              |                                        |                                        |                                        |                                        |                                        |                                        |                                        | 4                   |
| Nigéria (NGR)                 |                                        |                                        |                                        |                                        |                                        |                                        |                                        |                                        |                                        |                                        |                                        |                                        |                                        | 14.                                    |                                        |                                        | 13.                                    |                                        | 15.                                    |                                        | Aranyérem                              | 8.                                     |                                        | Ezüstérem                              |                                        | Bronzérem                              | 7                   |
| Norvégia (NOR)                |                                        |                                        |                                        | 11.                                    | 7.                                     |                                        |                                        | Bronzérem                              |                                        | 16.                                    |                                        |                                        |                                        |                                        |                                        |                                        |                                        | 10.                                    |                                        |                                        |                                        |                                        |                                        |                                        |                                        |                                        | 5                   |
| Olaszország (ITA)             |                                        |                                        |                                        | 8.                                     | 5.                                     | 5.                                     | Bronzérem                              | Aranyérem                              | 5.                                     | 10.                                    |                                        | 4.                                     |                                        |                                        |                                        |                                        |                                        | 4.                                     | 4.                                     | 5.                                     | 12.                                    | 5.                                     | Bronzérem                              | 5.                                     |                                        |                                        | 15                  |
| Oroszország (RUS)             |                                        |                                        |                                        | 10.                                    |                                        |                                        |                                        |                                        |                                        |                                        |                                        |                                        |                                        |                                        |                                        |                                        |                                        |                                        |                                        |                                        |                                        |                                        |                                        |                                        |                                        |                                        | 1                   |
| Paraguay (PAR)                |                                        |                                        |                                        |                                        |                                        |                                        |                                        |                                        |                                        |                                        |                                        |                                        |                                        |                                        |                                        |                                        |                                        |                                        |                                        | 8.                                     |                                        |                                        | Ezüstérem                              |                                        |                                        |                                        | 2                   |
| Peru (PER)                    |                                        |                                        |                                        |                                        |                                        |                                        |                                        | 5.                                     |                                        |                                        |                                        | 11.                                    |                                        |                                        |                                        |                                        |                                        |                                        |                                        |                                        |                                        |                                        |                                        |                                        |                                        |                                        | 2                   |
| Portugália (POR)              |                                        |                                        |                                        |                                        |                                        |                                        | 5.                                     |                                        |                                        |                                        |                                        |                                        |                                        |                                        |                                        |                                        |                                        |                                        |                                        |                                        | 4.                                     |                                        | 14.                                    |                                        |                                        | 6.                                     | 4                   |
| Románia (ROU)                 |                                        |                                        |                                        |                                        |                                        | 15.                                    |                                        |                                        |                                        | 19.                                    |                                        |                                        | 5.                                     |                                        |                                        |                                        |                                        |                                        |                                        |                                        |                                        |                                        |                                        |                                        |                                        |                                        | 3                   |
| Salvador (ESA)                |                                        |                                        |                                        |                                        |                                        |                                        |                                        |                                        |                                        |                                        |                                        |                                        |                                        | 15.                                    |                                        |                                        |                                        |                                        |                                        |                                        |                                        |                                        |                                        |                                        |                                        |                                        | 1                   |
| Spanyolország (ESP)           |                                        |                                        |                                        |                                        | Ezüstérem                              | 18.                                    | 6.                                     |                                        |                                        |                                        |                                        |                                        |                                        | 5.                                     |                                        | 12.                                    | 9.                                     |                                        |                                        | Aranyérem                              | 6.                                     | Ezüstérem                              |                                        |                                        | 14.                                    |                                        | 10                  |
| Svájc (SUI)                   |                                        |                                        |                                        |                                        |                                        | Ezüstérem                              | 16.                                    |                                        |                                        |                                        |                                        |                                        |                                        |                                        |                                        |                                        |                                        |                                        |                                        |                                        |                                        |                                        |                                        |                                        | 13.                                    |                                        | 3                   |
| Svédország (SWE)              |                                        |                                        | 4.                                     | 9.                                     | 6.                                     | Bronzérem                              |                                        | 9.                                     | Aranyérem                              | Bronzérem                              |                                        |                                        |                                        |                                        |                                        |                                        |                                        |                                        | 6.                                     | 7.                                     |                                        |                                        |                                        |                                        |                                        | 15.                                    | 10                  |
| Szaúd-Arábia (KSA)            |                                        |                                        |                                        |                                        |                                        |                                        |                                        |                                        |                                        |                                        |                                        |                                        |                                        |                                        |                                        |                                        |                                        | 16.                                    |                                        |                                        | 15.                                    |                                        |                                        |                                        |                                        |                                        | 2                   |
| Szenegál (SEN)                |                                        |                                        |                                        |                                        |                                        |                                        |                                        |                                        |                                        |                                        |                                        |                                        |                                        |                                        |                                        |                                        |                                        |                                        |                                        |                                        |                                        |                                        |                                        |                                        | 6.                                     |                                        | 1                   |
| Szerbia (SRB)                 |                                        |                                        |                                        |                                        |                                        |                                        |                                        |                                        |                                        |                                        |                                        |                                        |                                        |                                        |                                        |                                        |                                        |                                        |                                        |                                        |                                        |                                        |                                        | 12.                                    |                                        |                                        | 1                   |
| Szerbia és Montenegró (SCG)   |                                        |                                        |                                        |                                        |                                        |                                        |                                        |                                        |                                        |                                        |                                        |                                        |                                        |                                        |                                        |                                        |                                        |                                        |                                        |                                        |                                        |                                        | 16.                                    |                                        |                                        |                                        | 1                   |
| Szíria (SYR)                  |                                        |                                        |                                        |                                        |                                        |                                        |                                        |                                        |                                        |                                        |                                        |                                        |                                        |                                        |                                        |                                        | 14.                                    |                                        |                                        |                                        |                                        |                                        |                                        |                                        |                                        |                                        | 1                   |
| Szlovákia (SVK)               |                                        |                                        |                                        |                                        |                                        |                                        |                                        |                                        |                                        |                                        |                                        |                                        |                                        |                                        |                                        |                                        |                                        |                                        |                                        |                                        |                                        | 13.                                    |                                        |                                        |                                        |                                        | 1                   |
| Szovjetunió (URS)             |                                        |                                        |                                        |                                        |                                        |                                        |                                        |                                        |                                        | 9.                                     | Aranyérem                              |                                        |                                        |                                        | Bronzérem                              | Bronzérem                              | Bronzérem                              |                                        | Aranyérem                              |                                        |                                        |                                        |                                        |                                        |                                        |                                        | 6                   |
| Szudán (SUD)                  |                                        |                                        |                                        |                                        |                                        |                                        |                                        |                                        |                                        |                                        |                                        |                                        |                                        |                                        | 15.                                    |                                        |                                        |                                        |                                        |                                        |                                        |                                        |                                        |                                        |                                        |                                        | 1                   |
| Tajvan (TPE)                  |                                        |                                        |                                        |                                        |                                        |                                        |                                        |                                        |                                        |                                        |                                        | 16.                                    |                                        |                                        |                                        |                                        |                                        |                                        |                                        |                                        |                                        |                                        |                                        |                                        |                                        |                                        | 1                   |
| Thaiföld (THA)                |                                        |                                        |                                        |                                        |                                        |                                        |                                        |                                        |                                        |                                        | 11.                                    |                                        |                                        | 16.                                    |                                        |                                        |                                        |                                        |                                        |                                        |                                        |                                        |                                        |                                        |                                        |                                        | 2                   |
| Törökország (TUR)             |                                        |                                        |                                        |                                        |                                        | 17.                                    | 15.                                    | 15.                                    | 6.                                     | 8.                                     |                                        | 14.                                    |                                        |                                        |                                        |                                        |                                        |                                        |                                        |                                        |                                        |                                        |                                        |                                        |                                        |                                        | 6                   |
| Tunézia (TUN)                 |                                        |                                        |                                        |                                        |                                        |                                        |                                        |                                        |                                        |                                        |                                        | 15.                                    |                                        |                                        |                                        |                                        |                                        |                                        | 13.                                    |                                        | 14.                                    |                                        | 12.                                    |                                        |                                        |                                        | 4                   |
| Új-Zéland (NZL)               |                                        |                                        |                                        |                                        |                                        |                                        |                                        |                                        |                                        |                                        |                                        |                                        |                                        |                                        |                                        |                                        |                                        |                                        |                                        |                                        |                                        |                                        |                                        | 14.                                    | 16.                                    |                                        | 2                   |
| Uruguay (URU)                 |                                        |                                        |                                        |                                        |                                        | Aranyérem                              | Aranyérem                              |                                        |                                        |                                        |                                        |                                        |                                        |                                        |                                        |                                        |                                        |                                        |                                        |                                        |                                        |                                        |                                        |                                        | 9.                                     |                                        | 3                   |
| Venezuela (VEN)               |                                        |                                        |                                        |                                        |                                        |                                        |                                        |                                        |                                        |                                        |                                        |                                        |                                        |                                        |                                        |                                        | 12.                                    |                                        |                                        |                                        |                                        |                                        |                                        |                                        |                                        |                                        | 1                   |
| Zambia (ZAM)                  |                                        |                                        |                                        |                                        |                                        |                                        |                                        |                                        |                                        |                                        |                                        |                                        |                                        |                                        |                                        |                                        | 15.                                    |                                        | 5.                                     |                                        |                                        |                                        |                                        |                                        |                                        |                                        | 2                   |
| Nemzetek száma                | 3                                      | 2                                      | 5                                      | 11                                     | 14                                     | 22                                     | 17                                     | 16                                     | 18                                     | 25                                     | 11                                     | 16                                     | 14                                     | 16                                     | 16                                     | 13                                     | 16                                     | 16                                     | 16                                     | 16                                     | 16                                     | 16                                     | 16                                     | 16                                     | 16                                     | 16                                     |                     |
| Olimpia éve                   | 00                                     | 04                                     | 08                                     | 12                                     | 20                                     | 24                                     | 28                                     | 36                                     | 48                                     | 52                                     | 56                                     | 60                                     | 64                                     | 68                                     | 72                                     | 76                                     | 80                                     | 84                                     | 88                                     | 92                                     | 96                                     | 00                                     | 04                                     | 08                                     | 12                                     | 16                                     |                     |

### Éremtáblázat (férfi)
A férfi labdarúgás versenyszám éremtáblázatát  Magyarország vezeti,  Nagy-Britannia és  Argentína előtt.
Érdekességek a férfi éremtáblázat alapján
- Három nemzet szerzett két aranyérmet (Argentína, Szovjetunió és Uruguay), tripláznia pedig kettőnek sikerült (Magyarország és Nagy-Britannia).
- 12 olyan nemzet van, mely összesen 1 érmet szerzett.
- Az 1972-es müncheni játékoknak két bronzérmese volt, a 3. helyért játszott mérkőzés a Szovjetunió és az NDK között hosszabbítás után is döntetlennel végződött, és semmilyen más módon nem döntötték el a győztest.

A táblázatban Magyarország eltérő háttérszínnel kiemelve.

| Helyezés | Nemzet                 | Arany | Ezüst | Bronz | Összesen |
| -------- | ---------------------- | ----- | ----- | ----- | -------- |
| 1.       | Magyarország (HUN)     | 3     | 1     | 1     | 5        |
| 2.       | Nagy-Britannia (GBR)   | 3     | 0     | 0     | 3        |
| 3.       | Argentína (ARG)        | 2     | 2     | 0     | 4        |
| 4.       | Szovjetunió (URS)      | 2     | 0     | 3     | 5        |
| 5.       | Uruguay (URU)          | 2     | 0     | 0     | 2        |
| 6.       | Brazília (BRA)         | 1     | 3     | 2     | 6        |
| 7.       | Jugoszlávia (YUG)      | 1     | 3     | 1     | 5        |
| 8.       | Lengyelország (POL)    | 1     | 2     | 0     | 3        |
| 8.       | Spanyolország (ESP)    | 1     | 2     | 0     | 3        |
| 10.      | NDK (GDR)              | 1     | 1     | 1     | 3        |
| 10.      | Nigéria (NGR)          | 1     | 1     | 1     | 3        |
| 12.      | Csehszlovákia (TCH)    | 1     | 1     | 0     | 2        |
| 13.      | Franciaország (FRA)    | 1     | 1     | 0     | 2        |
| 14.      | Olaszország (ITA)      | 1     | 0     | 2     | 3        |
| 14.      | Svédország (SWE)       | 1     | 0     | 2     | 3        |
| 16.      | Belgium (BEL)          | 1     | 0     | 1     | 2        |
| 17.      | Kamerun (CMR)          | 1     | 0     | 0     | 1        |
| 17.      | Kanada (CAN)           | 1     | 0     | 0     | 1        |
| 17.      | Mexikó (MEX)           | 1     | 0     | 0     | 1        |
| 20.      | Dánia (DEN)            | 0     | 3     | 1     | 4        |
| 21.      | Bulgária (BUL)         | 0     | 1     | 1     | 2        |
| 21.      | Egyesült Államok (USA) | 0     | 1     | 1     | 2        |
| 21.      | Németország (GER)      | 0     | 1     | 1     | 2        |
| 24.      | Ausztria (AUT)         | 0     | 1     | 0     | 1        |
| 24.      | Paraguay (PAR)         | 0     | 1     | 0     | 1        |
| 24.      | Svájc (SUI)            | 0     | 1     | 0     | 1        |
| 27.      | Hollandia (NED)        | 0     | 0     | 3     | 3        |
| 28.      | Chile (CHI)            | 0     | 0     | 1     | 1        |
| 28.      | Dél-Korea (KOR)        | 0     | 0     | 1     | 1        |
| 28.      | Ghána (GHA)            | 0     | 0     | 1     | 1        |
| 28.      | Japán (JPN)            | 0     | 0     | 1     | 1        |
| 28.      | Norvégia (NOR)         | 0     | 0     | 1     | 1        |
| 28.      | NSZK (FRG)             | 0     | 0     | 1     | 1        |
| Összesen | Összesen               | 26    | 26    | 27    | 79       |

### Magyar részvétel a nyári olimpiák férfi labdarúgótornáin
A magyar válogatott az eddigi huszonháromból kilencszer szerepelt az olimpiai játékokon. A három első, egy második, egy harmadik és egy ötödik helyezéssel a magyar csapat összesen harminckét olimpiai pontot szerzett, ezzel a vízilabda mögött a második legeredményesebb csapatsportág. A legeredményesebb magyar labdarúgó Novák Dezső, aki három olimpián vett részt, két arany- és egy bronzérmet szerzett. A legeredményesebb szövetségi kapitány Lakat Károly, aki két olimpián vezette a válogatottat és csapata mindkétszer aranyérmet szerzett.
A statisztikákban teljes értékű válogatottságnak tekintik az 1912-es, az 1924-es és az 1952-es részvételt. Előbbi két alkalommal még nem volt sem profi magyar bajnokság, sem világbajnokság. Utóbbi alkalommal pedig a látszatállások („államprofizmus”) miatt szintén hivatalosan amatőrnek számított a magyar labdarúgás, az 1950-es világbajnokságra nem nevezték a magyar válogatottat. Így ezekre a játékokra a lehető legerősebb magyar csapat állhatott ki. Az 1936-os olimpiai csapat amatőr válogatottnak minősül, az 1960-tól 1972-ig részt vevők B-válogatottnak, az 1996-os pedig U23-as válogatottnak.
Az egyes olimpiákon a következő magyar csapat vett részt:
| Olimpia           | Helyezés | Szövetségi kapitány                | A magyar válogatott tagjai | Akik nem léptek pályára |
| ----------------- | -------- | ---------------------------------- | --- | --- |
| 1912, Stockholm   | 5.       | Herczog Ede                        | Bíró Gyula, Blum Zoltán, Bodnár Sándor, Borbás Gáspár, Domonkos László, Fekete Miklós, Károly Jenő, Pataki Mihály, Payer Imre, Rumbold Gyula, Schlosser Imre, Sebestyén Béla, Szury Kálmán, Vágó Antal                                                                  | Bródy Sándor, Kertész Vilmos, Révész Béla, Tóth Potya István, Zsák Károly                                                                                               |
| 1924, Párizs      | 10.      | Kiss Gyula                         | Biri János, Braun József, Eisenhoffer József, Fogl Károly, Guttmann Béla, Hirzer Ferenc, Jeny Rudolf, Mándi Gyula, Obitz Gábor, Opata Zoltán, Orth György | Blum Zoltán, Fogl József, Grósz Dezső, Hajós Árpád, Kertész Vilmos, Kropacsek Ferenc, Molnár György, Nádler Henrik, Takács József, Tóth Gyula, Weisz Árpád, Zsák Károly |
| 1936, Berlin      | 14.      | Opata Zoltán                       | Bérczes András, Berta József, Bohus Lajos, Csutorás Mihály, Király Gyula, Kiss Gyula, Kállai Lipót, Kovács Kálmán, Lágler Pál, Régi László, Soproni József | Honti György, Karácsonyi Gyula, Keszei László, Kőmüves Imre, Krivicz Gyula, Simon János                                                                                 |
| 1952, Helsinki    | 1.       | Sebes Gusztáv                      | Budai László, Bozsik József, Buzánszky Jenő, Csordás Lajos, Czibor Zoltán, Dalnoki Jenő, Grosics Gyula, Hidegkuti Nándor, Kocsis Sándor, Kovács Imre, Lantos Mihály, Lóránt Gyula, Palotás Péter, Puskás Ferenc, Zakariás József                                        | Börzsei János, Gellér Sándor, Szojka Ferenc |
| 1960, Róma        | 3.       | Baróti Lajos (edző: Volentik Béla) | Albert Flórián, Dalnoki Jenő, Dudás Zoltán, Dunai János, Faragó Lajos, Göröcs János, Kovács Ferenc, Novák Dezső, Orosz Pál, Pál Tibor, Rákosi Gyula, Sátori Imre, Solymosi Ernő, Török Gábor, Várhidi Pál, Vilezsál Oszkár                                              | Mészöly Kálmán, Pál László, Szentmihályi Antal |
| 1964, Tokió       | 1.       | Lakat Károly és Sós Károly         | Bene Ferenc, Csernai Tibor, Farkas János, Gelei József, Ihász Kálmán, Katona Sándor, Komora Imre, Novák Dezső, Nógrádi Ferenc, Orbán Árpád, Palotai Károly, Szentmihályi Antal, Szepesi Gusztáv, Varga Zoltán                                                           | Dunai Antal, Káposzta Benő, Nagy György, Nagy István, Orosz Pál |
| 1968, Mexikóváros | 1.       | Lakat Károly                       | Básti István, Fatér Károly, Fazekas László, Dunai Antal, Dunai Lajos, Juhász István, Keglovich László, Kocsis Lajos, Menczel Iván, Nagy László, Noskó Ernő, Novák Dezső, Páncsics Miklós, Sárközi István, Szalay Miklós, Szarka Zoltán, Szűcs Lajos                     | Varga Zoltán |
| 1972, München     | 2.       | Illovszky Rudolf                   | Bálint László, Branikovits László, Dunai Antal, Dunai Ede, Géczi István, Juhász Péter, Kocsis Lajos, Kovács József, Kozma Mihály, Kű Lajos, Páncsics Miklós, Rothermel Ádám, Szűcs Lajos, Tóth Kálmán, Várady Béla, Vépi Péter, Vidáts Csaba                            | Básti István, Rapp Imre |
| 1996, Atlanta     | 16.      | Dunai Antal                        | Bükszegi Zoltán, Dombi Tibor, Dragóner Attila, Egressy Gábor, Herczeg Miklós, Lendvai Miklós, Lisztes Krisztián, Madar Csaba, Molnár Zoltán, Pető Zoltán, Preisinger Sándor, Sáfár Szabolcs, Sándor Tamás, Sebők Vilmos, Szanyó Károly, Szatmári Csaba, Zavadszky Gábor | Szűcs Lajos |

## Női

### Részt vevő nemzetek (női)
Az alábbi táblázatban megtalálható az összes olyan nemzet, mely valaha is indított csapatot az olimpián női labdarúgás versenyszámban. A tábla fő részében található számok az adott olimpián elért helyezést jelzik. Az érmes pozíciók eltérő háttérszínnel és vastagítással kiemelve. A rangsorolás a 4. helyezettig hivatalos, a további helyezések nem hivatalosak, mivel azokért a pozíciókért helyosztókat nem játszottak. Az utolsó oszlopban szerepel, hogy egy adott nemzet hány olimpián vett részt ebben a versenyszámban. Az utolsó sor az adott olimpián induló nemzetek számát adja.

| Nemzet                 | Az olimpia évének utolsó két számjegye | Az olimpia évének utolsó két számjegye | Az olimpia évének utolsó két számjegye | Az olimpia évének utolsó két számjegye | Az olimpia évének utolsó két számjegye | Az olimpia évének utolsó két számjegye | Részvé- telek száma |
| Nemzet                 | 96                                     | 00                                     | 04                                     | 08                                     | 12                                     | 16                                     | Részvé- telek száma |
| ---------------------- | -------------------------------------- | -------------------------------------- | -------------------------------------- | -------------------------------------- | -------------------------------------- | -------------------------------------- | ------------------- |
| Argentína (ARG)        |                                        |                                        |                                        | 11.                                    |                                        |                                        | 1                   |
| Ausztrália (AUS)       |                                        | 7.                                     | 5.                                     |                                        |                                        | 7.                                     | 3                   |
| Brazília (BRA)         | 4.                                     | 4.                                     | Ezüstérem                              | Ezüstérem                              | 6.                                     | 4.                                     | 6                   |
| Dánia (DEN)            | 8.                                     |                                        |                                        |                                        |                                        |                                        | 1                   |
| Dél-afrikai Unió (RSA) |                                        |                                        |                                        |                                        | 10.                                    | 10.                                    | 2                   |
| Egyesült Államok (USA) | Aranyérem                              | Ezüstérem                              | Aranyérem                              | Aranyérem                              | Aranyérem                              | 5.                                     | 6                   |
| Észak-Korea (PRK)      |                                        |                                        |                                        | 9.                                     | 9.                                     |                                        | 2                   |
| Franciaország (FRA)    |                                        |                                        |                                        |                                        | 4.                                     | 6.                                     | 2                   |
| Görögország (GRE)      |                                        |                                        | 10.                                    |                                        |                                        |                                        | 1                   |
| Japán (JPN)            | 7.                                     |                                        | 7.                                     | 4.                                     | Ezüstérem                              |                                        | 4                   |
| Kamerun (CMR)          |                                        |                                        |                                        |                                        | 12.                                    |                                        | 1                   |
| Kanada (CAN)           |                                        |                                        |                                        | 8.                                     | Bronzérem                              | Bronzérem                              | 3                   |
| Kína (CHN)             | Ezüstérem                              | 5.                                     | 9.                                     | 5.                                     |                                        | 8.                                     | 5                   |
| Kolumbia (COL)         |                                        |                                        |                                        |                                        | 11.                                    | 11.                                    | 2                   |
| Mexikó (MEX)           |                                        |                                        | 8.                                     |                                        |                                        |                                        | 1                   |
| Nagy-Britannia (GBR)   |                                        |                                        |                                        |                                        | 5.                                     |                                        | 1                   |
| Németország (GER)      | 5.                                     | Bronzérem                              | Bronzérem                              | Bronzérem                              |                                        | Aranyérem                              | 5                   |
| Nigéria (NGR)          |                                        | 8.                                     | 6.                                     | 11.                                    |                                        |                                        | 3                   |
| Norvégia (NOR)         | Bronzérem                              | Aranyérem                              |                                        | 7.                                     |                                        |                                        | 3                   |
| Svédország (SWE)       | 6.                                     | 6.                                     | 4.                                     | 6.                                     | 7.                                     | Ezüstérem                              | 6                   |
| Új-Zéland (NZL)        |                                        |                                        |                                        | 10.                                    | 8.                                     | 9.                                     | 3                   |
| Zimbabwe (ZIM)         |                                        |                                        |                                        |                                        |                                        | 12.                                    | 1                   |
| Nemzetek száma         | 8                                      | 8                                      | 10                                     | 12                                     | 12                                     | 12                                     |                     |
| Olimpia éve            | 96                                     | 00                                     | 04                                     | 08                                     | 12                                     | 16                                     |                     |

### Éremtáblázat (női)
A női labdarúgás versenyszám éremtáblázatát az Amerikai Egyesült Államok vezeti, Németország, Norvégia és Brazília előtt. Az amerikai csapat hihetetlenül sikeres ebben a versenyszámban, mivel az eddig kiírt hat alkalomból ötször sikerült érmet szereznie, ebből 4 aranyat, amivel a férfi tornákkal összesített éremtáblázatot is vezetik.

| Helyezés | Nemzet                 | Arany | Ezüst | Bronz | Összesen |
| -------- | ---------------------- | ----- | ----- | ----- | -------- |
| 1.       | Egyesült Államok (USA) | 4     | 1     | 0     | 5        |
| 2.       | Németország (GER)      | 1     | 0     | 3     | 4        |
| 3.       | Norvégia (NOR)         | 1     | 0     | 1     | 2        |
| 4.       | Brazília (BRA)         | 0     | 2     | 0     | 2        |
| 5.       | Japán (JPN)            | 0     | 1     | 0     | 1        |
| 5.       | Kína (CHN)             | 0     | 1     | 0     | 1        |
| 5.       | Svédország (SWE)       | 0     | 1     | 0     | 1        |
| 8.       | Kanada (CAN)           | 0     | 0     | 2     | 2        |
| Összesen | Összesen               | 6     | 6     | 6     | 18       |

### Magyar részvétel a nyári olimpiák női labdarúgótornáin
A magyar válogatott még soha nem vett részt az olimpiai játékok női labdarúgótornáján.